# Famiglia buranella
Famiglia buranella è un dipinto di Silvio Consadori. Eseguito verso il 1962, appartiene alle collezioni d'arte della Fondazione Cariplo.

## Descrizione
Tema del dipinto è la maternità, fra i più ricorrenti nella pittura di Consadori. La madre e il bambino sono raffigurati in modo evanescente, mentre la figura dell'uomo, un pescatore intento a sistemare una rete, è resa in modo più solido; infine, gli elementi architettonici di sfondo tradiscono l'attenzione che Consadori riservò sempre alla lezione formale di Sironi e Carrà. La cornice è l'isola di Burano, in cui Consadori soggiornava regolarmente.